# السياسة الخارجية لإدارة جورج بوش الابن

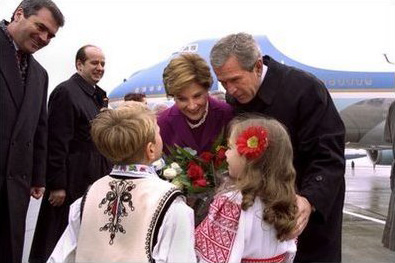
يستقبل الأطفال الرومانيون الرئيس والسيدة الأولى لورا بوش في عام 2002.

السياسة الخارجية لإدارة جورج بوش الابن كانت السياسة الخارجية للولايات المتحدة في الفترة من 2001 إلى 2009، بينما كان جورج دبليو بوش رئيساً للولايات المتحدة. وكان مستشارو بوش الرئيسيون في السياسة الخارجية وزيري الخارجية كولين باول وكونداليزا رايس ومستشار الأمن القومي ستيفن هادلي ونائب الرئيس ديك تشيني.
وشملت التفاعلات مع الدول الأجنبية خلال هذه الفترة مبادرات دبلوماسية وعسكرية في الشرق الأوسط وأوروبا وأفريقيا ومناطق أخرى، في وقت كان فيه التحدي والتغيير عظيما. ومن بين التطورات الجغرافية - السياسية الكبيرة التي حدثت أثناء رئاسة بوش الهجمات الإرهابية على الولايات المتحدة التي وقعت في الحادي عشر من سبتمبر 2001، والحرب العالمية اللاحقة ضد الإرهاب. وأبرمت الإدارة أيضا عدة اتفاقات للتجارة الحرة أثناء فترة ولايتها.

## سياسة الاتصال الخارجية
ويزعم جيمس أوليفر أن جورج بوش الأب كان من المحافظين المؤمنين بالعالمية الذين كانوا يتمتعون بخبرة واسعة في السياسة الخارجية، كما أظهر في نهجه في التعامل مع إعادة توحيد شطري ألمانيا وحرب الخليج في عام 1991. بيد أن ابنه جورج دبليو بوش لم يكن يتمتع بخبرة أو اهتمام كبير بالسياسة الخارجية قبل الرئاسة. ويزعم أوليفر أن الابن تأثر بسرعة بالأيديولوجيين الذين زعموا أن العمل الأحادي الجانب من شأنه أن يؤسس لتفوق الولايات المتحدة في الشئون العالمية. ومن بينهم نائب الرئيس ديك تشيني، ووزير الدفاع دونالد رامسفيلد، ومستشارة الأمن القومي كونداليزا رايس – مع وزيرة الخارجية كولين باول بوصفه وسطي غير أيديولوجي.

### المواجهة مع الصين وكوريا الشمالية
في 13 ديسمبر 2001، أعلن الرئيس بوش انسحاب الولايات المتحدة من معاهدة الصواريخ المضادة للقذائف التسيارية لعام 1972، وهي حجر الأساس للاستقرار النووي بين الولايات المتحدة والاتحاد السوفياتي خلال فترة الحرب الباردة. وقال بوش «لقد خلصت إلى أن معاهدة الحد من منظومات القذائف المضادة للقذائف التسيارية تعرقل قدرة حكومتنا على تطوير طرق لحماية شعبنا من هجمات صواريخ الجماعات الإرهابية أو الدول المارقة في المستقبل». ووفقا للإعلان، فإن الانسحاب سيصبح نافذا بعد ستة أشهر من ذلك التاريخ. مشروع الدفاع الصاروخي الوطني الذي قدمه كلينتون وأيده بوش كان مصمماً للكشف عن الصواريخ الباليستية العابرة للقارات وتدميرها أثناء تحليقها. وقد شكك النّقّاد في أن المشروع يمكن أن ينجح في أيّ وقت وقالوا أنه سوف تبلغ التكلفة 53 مليار دولار أمريكي من عام 2004 إلى عام 2009، وهي أكبر بند منفرد في تمويل البنتاغون.
كما اتسمت رئاسة بوش بالتوترات الدبلوماسية مع كوريا الشمالية وحليفتها الصين. وقد اعترفت كوريا الشّماليّة في عام 2003 بأنها كانت في طور بناء الأسلحة النّوويّة وهدّدت باستخدامها إذا ما تعرضت لاستفزاز من قبل الولايات المتّحدة. وقد كانت الإدارة قلقة من أن إيران قد تطوّر أيضًا أسلحة نوويّة، وعلى الرغم من أن إيران قد نفت هذه الادعاءات، إلا أنها تؤكد أنها تسعى إلى استخدام الطاقة النووية في الأغراض السلمية.

### العلاقات مع أوروبا
وقد قام بوش بأول زيارة له إلى أوروبّا في يونيو 2001. تعرض بوش لانتقادات من زعماء أوروبا بسبب رفضه لبروتوكول كيوتو، الذي كان يهدف إلى الحد من انبعاثات ثاني أكسيد الكربون التي تساهم في الاحترار العالمي. وأكد أن بروتوكول كيوتو «غير عادل وغير فعال» لأنه سيعفي 80 في المائة من العالم و«يسبب ضررا جسيما للاقتصاد الأمريكي».

## مسائل أخرى

### القضايا البيئية
من حيث السياسة البيئية الدولية، يقول دينز وسسمان إن الابن كان أقل التزاماً من الأب، ولم يكن أي منهما ناجحاً كما كان بيل كلينتون. انتقدت حكومات كثيرة فشل الولايات المتحدة في التصديق على بروتوكول كيوتو، الذي تم التوقيع عليه ولكن لم يتم تقديمه للتصديق عليه من قبل الإدارة السابقة. وقد أوصى الرئيس السابق بيل كلينتون بأن لا يقدم خليفته المعاهدة للتصديق عليها حتى يتم تعديل الصيغة لتعكس المخاوف الأمريكية. وقد ألغى بوش، الذي عارض المعاهدة، الموافقة التنفيذية الأمريكيّة من المعاهدة المقترحة. في عام 1997، قبل مفاوضات كيوتو، مرر قرار بيرد-هاغل في مجلس الشيوخ الأمريكي بأغلبية 95 صوتا مقابل لا شيء. وينص القرار على أن الولايات المتحدة ينبغي ألا تكون موقعة على أي بروتوكول لا يتضمن أهدافا وجداول زمنية ملزمة للدول النامية فضلا عن البلدان الصناعية، أو يلحق ضررا بالغا بالاقتصاد الأمريكي. يستنتج بايرون دبليو داينز وجلين سوسمان أن سياسة بوش كان لها «تأثير سلبي على البيئة».

### المحكمة الجنائية الدولية

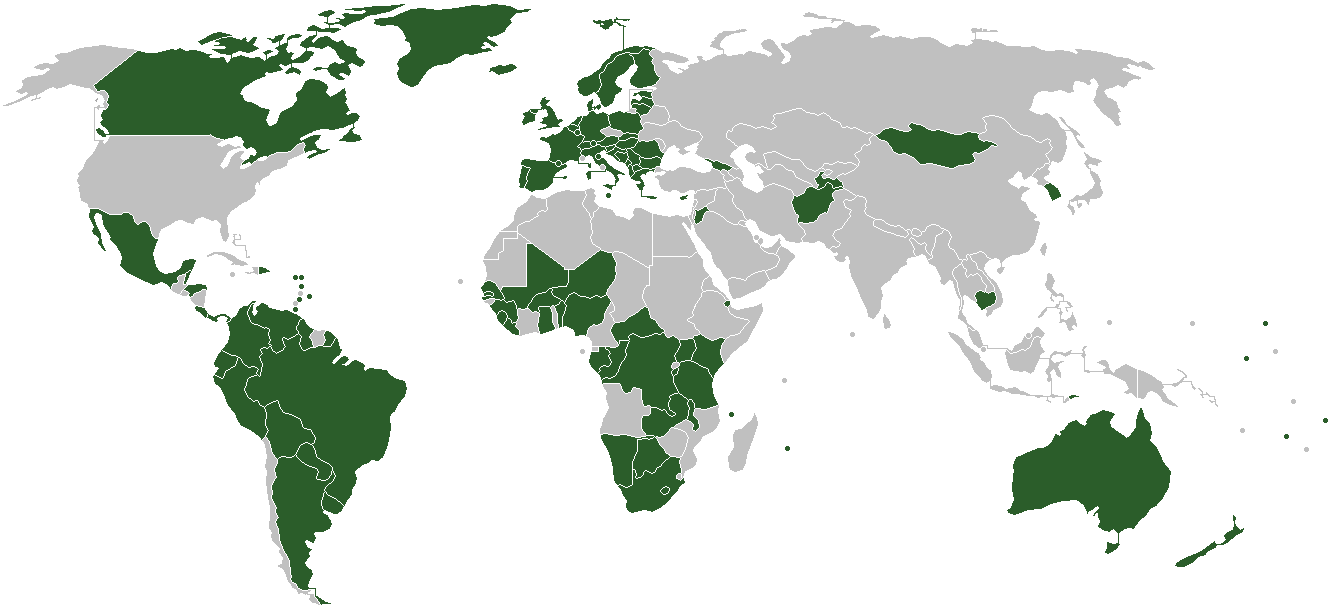
خريطة العالم للدول الأعضاء في المحكمة الجنائية الدولية اعتبارا من عام 2007

بدأ العمل في 1 يوليو 2002 بالمحكمة الجنائية الدولية. إن المحكمة الجنائية الدولية هي أول محكمة جنائية دولية على الإطلاق دائمة، قائمة على المعاهدات، المنشأة للترويج لحكم القانون وضمان أن أخطر الجرائم الدولية لا تذهب دون عقاب.
وقد صدر قانون حماية أفراد الخدمة الأمريكيين في وقت لاحق من ذلك العام، في أغسطس 2002، من قبل كونغرس الولايات المتحدة وأعلن أنه يعتزم «حماية الافراد العسكريين التابعين للولايات المتحدة وغيرهم من المسؤولين المنتخبين المعينين في حكومة الولايات المتحدة من الملاحقة الجنائية من جانب محكمة جنائية دولية ليست الولايات المتحدة طرفا فيها».

## التجارة الدولية
وقد أيد بوش سياسات وقوانين التجارة الحرة ولكنه لجأ إلى سياسات الحماية في بعض الأحيان. وقد رفعت التعريفات المفروضة على الصلب المستورد من قبل البيت الابيض في مارس 2002 بعد قرار منظمة التجارة العالمية عدم شرعية هذه التعريفات. وأوضح بوش أن إجراءات الحماية «حققت غرضها» و«نتيجة لتغير الظروف الاقتصادية» كان الوقت قد حان لرفعها. في 31 أغسطس 2004، أذن محكّمون في منظمة التجارة العالمية للاتحاد الأوروبي وشركاء تجاريون كبار آخرون للولايات المتحدة بفرض عقوبات اقتصادية على الولايات المتحدة بسبب انتهاكها لقوانين التجارة العالمية. القرار من قبل منظمة التجارة العالمية كان واحداً من عدة حالات وجدت فيها الولايات المتحدة أنها انتهكت قواعد التجارة الدولية.
غير أن بوش تابع ووقع اتفاقات للتجارة الحرة بين عدة دول منها أستراليا والبحرين وتشيلي والمغرب وعمان وبيرو وسنغافورة وأوكرانيا، ومع ست دول بموجب اتفاقية التجارة الحرة لأمريكا الوسطى.

## الدفاع

### أسلحة الدمار الشامل
وكانت إدارة بوش قد نشرت في ديسمبر 2002 «استراتيجيتها الوطنية لمكافحة اسلحة الدمار الشامل». وتتضمن هذه الإستراتيجية ثلاثة عناصر رئيسية: مكافحة انتشار الأسلحة النووية بهدف مكافحة استخدام أسلحة الدمار الشامل، وتعزيز منع انتشار الأسلحة النووية بهدف مكافحة انتشار أسلحة الدمار الشامل، وإدارة العواقب المترتبة على ذلك فيما يتصل بالاستجابة لاستخدام أسلحة الدمار الشامل. وتفيد التقارير بأن النسخة السرية لهذه الاستراتيجية قد احتفظت بالحق في استخدام القوة الساحقة، بما في ذلك الأسلحة النووية المحتملة، رداً على هجوم بأسلحة الدمار الشامل ضد الولايات المتحدة أو قواتها أو حلفائها.
وفي فبراير 2004، وفي سياق الكشف مؤخراً عن برامج نووية سرية في إيران وليبيا، والدور الذي تلعبه شبكة عبد القدير خان في انتشار التكنولوجيا النووية الحساسة، اقترح بوش سبع مبادرات:
1. التعاون بشان انفاذ القوانين من اجل منع تجارة اسلحة الدمار الشامل، المعروف باسم مبادرة امن الانتشار؛
2. إصدار قرار من مجلس الأمن الدولي يطالب الدول بسن ضوابط على أسلحة الدمار الشامل، الأمر الذي أدى إلى صدور قرار مجلس الأمن 1540؛
3. توسيع نطاق الشراكة العالمية لمجموعة الثمانية للقضاء على أسلحة الدمار الشامل وتأمين مواد أسلحة الدمار الشامل في جميع أنحاء العالم؛
4. الحصول الموثوق به على الوقود النووي، مع حظر نقل تكنولوجيا التخصيب وإعادة المعالجة إلى البلدان التي ليس لديها بالفعل مثل هذه المرافق؛
5. جعل البروتوكول الإضافي للوكالة الدولية للطاقة الذرية شرطا للإمدادات النووية، والتصديق على البروتوكول الإضافي للولايات المتحدة؛
6. إنشاء لجنة خاصة تابعة لمجلس محافظي الوكالة الدولية للطاقة الذرية معنية بالضمانات والتحقق من أجل تعزيز الامتثال والإنفاذ؛ و
7. استبعاد البلدان التي يجري التحقيق فيها بشأن انتهاكات عدم الانتشار من العمل في المجلس أو اللجنة الخاصة.

### الإنفاق الدفاعي
من بين 2.4 تريليون دولار في الميزانية لعام 2005، كان من المقرر إنفاق نحو 450 مليار دولار على الدفاع. وكان هذا المستوى مماثلاً عموماً للإنفاق الدفاعي أثناء الحرب الباردة. وافق الكونجرس على 87 مليار دولار للتدخل الأمريكيّ في العراق وأفغانستان في نوفمبر، وقد وافق على حزمة سابقة قيمتها 79 مليار دولار في الرّبيع السّابق. وكان معظم الاموال المخصصة للعمليات العسكرية في البلدين.
وكانت نسبة الإنفاق الدفاعي للولايات المتحدة وحلفائها إلى خصومها المحتملين لعام 2000 حوالي 6 إلى 1.

## المنظمات الدولية
وفي يوليو 2002، قطع بوش جميع الأموال، التي تبلغ حوالي 34 مليون دولار، لصندوق الأمم المتحدة للسكان. وقد خصص الكونغرس هذا التمويل في ديسمبر الماضي. وادعى بوش أن صندوق الأمم المتحدة للسكان يدعم عمليات الإجهاض والتعقيم القسرية في الصين. وقد جاء تبريره من مجموعة من أعضاء الكونغرس الذين يعارضون الإجهاض ومنظمة مناهضة للإجهاض تدعى معهد بحوث السكان، التي ادعت أنها حصلت على شريط فيديو مباشر من ضحايا الإجهاض القسري والتعقيم القسري في المقاطعات التي يعمل فيها صندوق الأمم المتحدة للسكان في الصين. ولم يكن هذا الاتهام مدعوماً بأي تحقيق قط، بل إن فِرَق وزارة الخارجية الأميركية والمملكة المتحدة والأمم المتحدة التي أرسلت لفحص أنشطة صندوق الأمم المتحدة للسكان في الصين كانت في واقع الأمر دحضت ذلك. ويشير صندوق الامم المتحدة للسكان إلى أنه "لا يقدم الدعم لخدمات الإجهاض". ويتضمن ميثاقها بيانا قويا يدين الإكراه".
واستمرت إدارة بوش في حجب التمويل حتى عام 2007، وحاربت جهود الكونجرس في المطالبة بتفسير لقرارها بحظر هذه الأموال. وانتقدت جماعات حقوق المرأة هذا القرار وأشارت إلى أن معهد بحوث السكان رفض نشر معلومات تسمح للفريق بتحديد مكان النساء، وبالتالي لم يكن من الممكن التحقق المستقل من ادعاءات معهد بحوث السكان.

## المعونة الخارجية
في يوم 21 يوليو 2004، أشاد بوش في بيان بمناسبة الذكرى السنوية الخمسين لبرنامج الغذاء مقابل السلام بالولايات المتحدة لإطعام الجوعى. وقال «إن الملايين يواجهون بلاء كبير...»، «أمريكا لديها دعوة خاصة لتقديم المساعدة لهم...». ومع ذلك، بعد انتخابات 2004، قالت إدارة بوش للعديد من الجمعيات الخيرية الخاصة إنها لن تفي بالتزامات التمويل السابقة. وقد أجبر العجز، الذي يقدر بمبلغ 100 مليون دولار، المؤسسات الخيرية على تعليق أو إلغاء البرامج التي كانت قد تمت الموافقة عليها بالفعل لتحسين الزراعة والتعليم والصحة من أجل تعزيز الاكتفاء الذاتي في البلدان الفقيرة.
وفي حين واصلت الولايات المتحدة تقديم كميات كبيرة من المساعدات في الخارج، فقد تعرضت رئاسة جورج دبليو بوش للانتقاد لأنها كان لها تأثير كبير على مشروع الأهداف الإنمائية للألفية الذي تضطلع به الأمم المتحدة. فقد تعرضت العديد من الدول، بما في ذلك الدول الأعضاء الرئيسية في منظمة التعاون الاقتصادي والتنمية، للانتقادات بسبب قصرها عن تحقيق وعد بإعطاء 0.7% من الناتج المحلي الإجمالي من أجل الحد من الفقر بشكل جذري بحلول التاريخ المستهدف لعام 2015.
وفي خطابه عن حالة الاتحاد في يناير 2003، حدد بوش استراتيجيّة لمدّة خمس سنوات للإغاثة العالمية من الإيدز، وهي خطّة الرّئيس الطّارئة للإغاثة من الإيدز. قاد جهود الإغاثة الطارئة السفير الأمريكي راندال إل. توبياس، المدير التنفيذي السابق لإيلي ليلي ومنسق الإيدز العالمي في وزارة الخارجية. وفي وقت الخطاب، تم تخصيص 9 مليارات دولار لبرامج جديدة في مجال الإغاثة من الإيدز للبلدان الـ 15 الأكثر تضررا بفيروس نقص المناعة البشرية/الإيدز، و5 مليارات دولار أخرى لمواصلة دعم الإغاثة من الإيدز في 100 بلد وضعت فيها الولايات المتحدة بالفعل برامج ثنائية، ومبلغ اضافى قدره مليار دولار لصالح الصندوق العالمي لمكافحة الايدز والسل والملاريا. وتمثل هذه الميزانية أموالاً أكثر مساهمة في مكافحة الإيدز على الصعيد العالمي مقارنة بجميع البلدان المانحة الأخرى مجتمعة.
واعتبرت قيادة الولايات المتحدة والتزامها، بوصفهما أكبر اقتصاد وطني في العالم، من الأمور الحيوية في معالجة الفقر في العالم وضمان تنفيذ المشروع، الذي يعتبر الأكثر تقدما وعمليا حتى الآن بالنسبة للأمم المتحدة أو أي مؤسسة أخرى.
وقع الرئيس الامريكى جورج دبليو بوش اتفاقية مساعدات تقدر بعدة ملايين من الدولارات مع حكومة تنزانيا يوم 17 فبراير 2008. جورج دبليو بوش، الذي هلل لليبيريين بسبب الانتعاش من الحرب الأهلية الليبيرية الثانية التي تركت أمتهم في الخراب، قال في 21 فبراير 2008 إن الولايات المتحدة سوف تواصل منح يد العون لجعل ليبيريا رمزاً للحرية لأفريقيا والعالم. أمر الرئيس جورج دبليو بوش بالإفراج عن 200 مليون دولار في شكل معونة طارئة لمساعدة البلدان في أفريقيا وغيرها. وقد أدى اندلاع أعمال شغب من هايتي إلى بنغلاديش إلى مصر بسبب ارتفاع أسعار المواد الغذائية إلى وضع القضية في مقدمة اهتمامات العالم.

## الشرق الأوسط وآسيا الوسطى

### أفغانستان

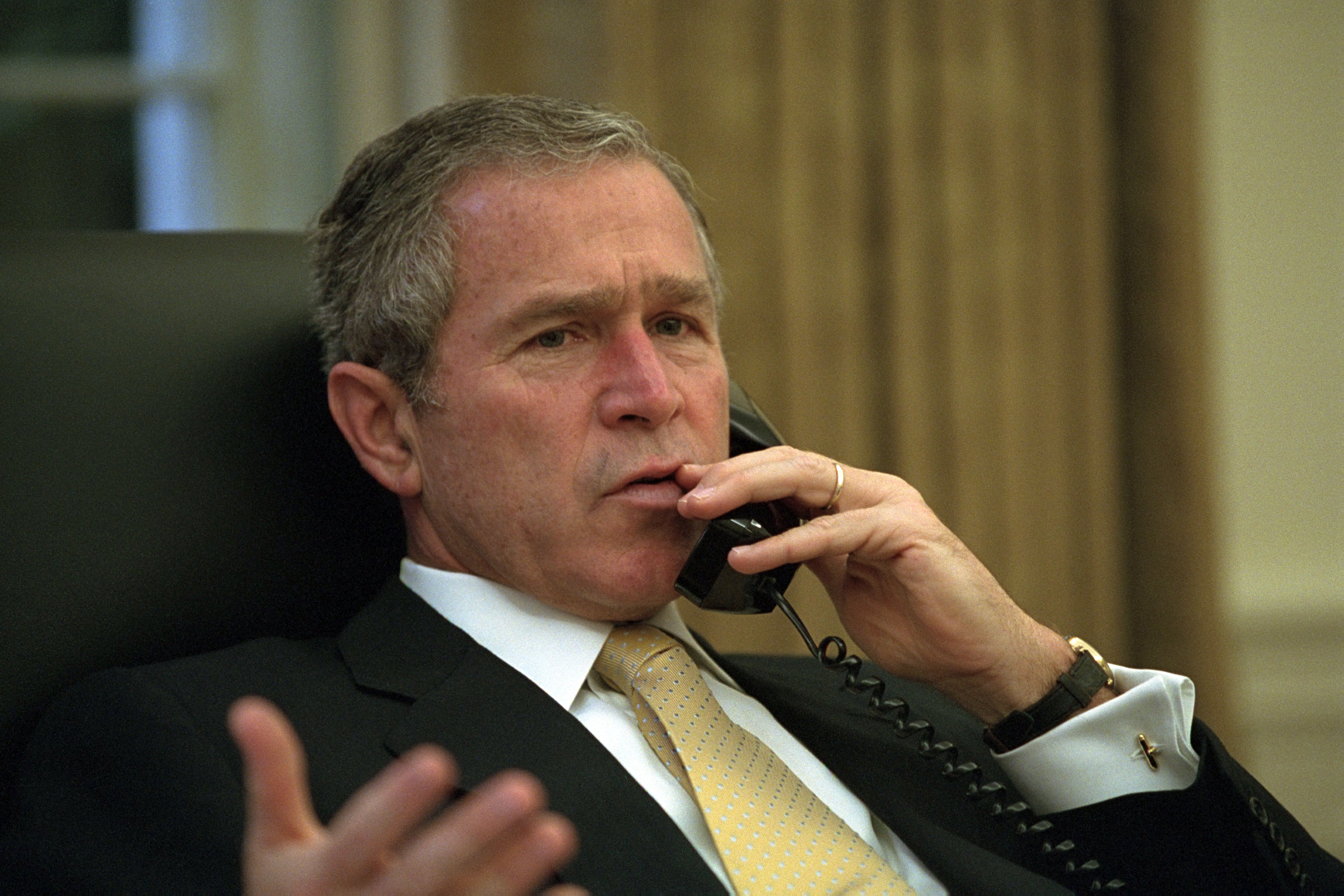
بوش يتحدث مع الرئيس الكوري الجنوبي بعد أيام من هجمات الحادي عشر من سبتمبر.

في 11 سبتمبر 2001، ارتطمت طائرتين مختطفتين في مركز التجارة العالمي في مدينة نيويورك ودمرته، استهدفت طائرة ثالثة البنتاغون وتحطمت طائرة رابعة في حقل في بنسلفانيا بعد أن جنبها ركاب من هدفها، الذي يعتقد أنه مبنى البرلمان الأمريكي. ورداً على ذلك، قادت الولايات المتحدة غزو حلف شمال الأطلسي لأفغانستان، فحرضت على «الحرب العالمية على الإرهاب». وقد قامت قوّات النّاتو بتفتيش المنطقة عن العقل المدبر المزعوم لهجمات 11 سبتمبر أسامة بن لادن وشبكة القاعدة الإرهابية التابعة له، وأزاحت نظام طالبان الإسلامي الأصولي، الذي كان يحمي ويوفر الملاذ لبن لادن والقاعدة، من السلطة. ومع ذلك عندما غادر بن لادن أفغانستان واتخذ الملاذ في باكستان، قال بوش إنه «ليس قلقاً منه» حيث واصل زعيم القاعدة التخطيط لهجمات ضد أمريكا.
بدأت انتقادات كبيرة تظهر من منظمات حقوق الإنسان الدولية بشأن سياسة الولايات المتحدة باعتقال مقاتلي طالبان والقاعدة المزعومين ورفض منح هؤلاء المعتقلين حقوقهم كأسرى حرب كما هو مفصل في اتفاقيات جنيف. وذكرت ادعاءات أخرى أن عددا كبيرا من مقاتلي طالبان المعتقلين لا علاقة لهم بتنظيم القاعدة أو بحركة طالبان. ولكن بدلاً من ذلك فقد كان من سوء حظ هؤلاء المقاتلين أن يتم تجنيدهم قسراً في قوات طالبان العسكرية أثناء الغزو الأميركي. وكانت ممارسة القمع منهجية من جانب نظام طالبان الذي سيداهم القرى بحثاً عن رجال سليمين بدنيا من أجل الخدمة على الخطوط الأمامية لفترة زمنية محددة.
وصف الرئيس بوش وإدارته المعتقلين بأنهم «مقاتلين غير شرعيين» يعتبرون أنهم يشكلون تهديدا للولايات المتحدة أو أن لديهم معلومات عن الهياكل والخطط والتكتيكات الإرهابية. وقالت الإدارة إنه يمكن احتجاز هؤلاء المحتجزين «طالما كان ذلك ضروريا». ويزعم المنتقدون أن أي شخص متهم بارتكاب جريمة له الحق في محاكمة عادلة، ويساءون عما إذا كان من الممكن أن يطلق على أشخاص مثل الملا عبد السلام ضعيف، سفير طالبان السابق في باكستان، وصف «مقاتل غير قانوني». وفي حالة ضعيف، يدّعون أنه لا يمكن أن يكون «مقاتلاً» لأنه أصيب بالشلل أثناء الاحتلال السوفيتي وأنه لم يكن «غير قانوني» لأنه كان سفيراً لبلاده. وتدعي إدارة بوش ومؤيديها أن الحرب ضد أمريكا من قبل القاعدة مستمرة، وأنها غير تقليدية، وأن «ساحة المعركة» تمتد إلى الولايات المتحدة نفسها. وطبقاً لتقديرات المخابرات الوطنية التي تم الكشف عنها في أبريل 2006، فإن «جهود مكافحة الإرهاب التي تقودها الولايات المتحدة قد ألحقت ضرراً خطيراً بقيادة تنظيم القاعدة وأعاقت عملياتها؛ إلا أننا نرى أن تنظيم القاعدة سوف يستمر في فرض أعظم تهديد على المصالح الداخلية للولايات المتحدة في الخارج من قِـبَل منظمة إرهابية واحدة. كما نقيم أن الحركة الجهادية العالمية - التي تضم القاعدة والجماعات الإرهابية التابعة والمستقلة والشبكات والخلايا الناشئة - تنتشر وتتكيف مع جهود مكافحة الإرهاب».
ورغم أن إدارة بوش أفرجت عن أكثر من مائة معتقل وأذنت بإنشاء محاكم عسكرية لبقية المحتجزين، إلا أن الإطار القانوني الذي يحكم هؤلاء المحتجزين كان بطيئاً. وطبقاً لما ذكرته هيومن رايتس ووتش، فإن «الجمهور ما زال [لم] يعرف من هم المعتقلون، وما ادعي أنهم قاموا به، وما إذا كان سيتم توجيه الاتهام إليهم بارتكاب جرائم أو إطلاق سراحهم ومتى سيتم ذلك. [لم تكن] هناك جلسات استماع لتحديد الوضع القانوني للمحتجزين ولم يكن هناك مراجعة قضائية، باختصار، لم تكن هناك أي إجراءات قانونية على الإطلاق». وفي فبراير 2002 بدأت الولايات المتحدة في إطلاق سراح عشرات من المحتجزين إلى بلدانهم الأصلية، بما في ذلك العديد من المواطنين البريطانيين والباكستانيين. وتم التحقيق مع المعتقلين البريطانيين لفترة وجيزة وتم تبرئتهم من أي تهم بريطانية في غضون 24 ساعة من وصولهم.

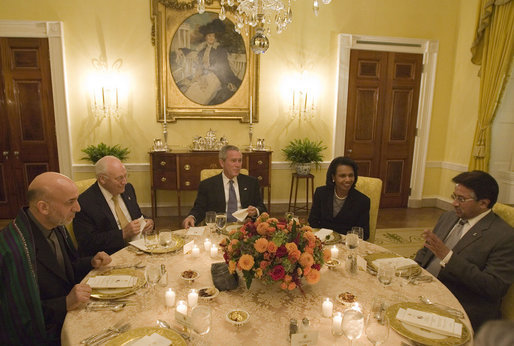
الرّئيس جورج دبليو بوش يجلس مع نائب الرّئيس ديك تشيني ووزيرة الخارجيّة كونداليزا رايس بينما يستضيفان عشاء عمل في البيت الأبيض مع الرّئيس حامد كرزاي (يسار) من جمهورية أفغانستان الإسلاميّة والرئيس برويز مشرف من جمهورية باكستان الإسلاميّة، 27 سبتمبر 2006. صورة البيت الأبيض ملتقطها إيريك درابر.

وقد تغيرت المعادلة السّياسيّة المحلّيّة في الولايات المتّحدة بعد هجمات 11 سبتمبر 2001، مما يعزز نفوذ جماعة المحافظين الجدد للإدارة وفي جميع أنحاء واشنطن. وتزامن الصراع في أفغانستان، والأحداث التي شنت الحرب، مع إعادة تقييم السياسة الخارجية من جانب الإدارة، وهو ما عبر عنه الرئيس بوش في رسالته الأولى عن حالة الاتحاد في 29 يناير 2002. وفي وقت سابق، أكد 11 سبتمبر تهديد الهجمات من الجماعات الإرهابيّة مثل القاعدة، بدلاً من الدول القومية، واستهدف التدخل العسكريّ الأمريكيّ في أفغانستان ميليشيا طالبان الحاكمة لإيواؤها زعيم القاعدة أسامة بن لادن. الآن وقد تحدث بوش عن «محور الشر» الذي يضم إيران وكوريا الشّماليّة والعراق في خطابه أمام الكونغرس، ادعى أنه يستعد لفتح جبهة جديدة في «الحرب على الإرهاب» العالميّة الأمريكيّة. وأعلن بوش أن «العراق لا يزال يتباهى بعدائه لأمريكا ولدعم الإرهاب». وأعلن أنه قد يتخذ إجراء للإطاحة بالحكومة العراقية، وزعم أن «النظام العراقي دبر لتطوير الجمرة الخبيثة وغاز الأعصاب والأسلحة النووية لأكثر من عقد من الزمان».

### العراق
ابتداء من قانون تحرير العراق الذي وقعه الرئيس بيل كلينتون عام 1998، دعت الحكومة الأمريكية رسميا إلى تغيير النظام في العراق. دعا برنامج حملة الحزب الجمهوري لعام 2000 إلى «التنفيذ الكامل» للقانون وإبعاد الرئيس العراقي صدام حسين، مع التركيز على إعادة بناء التحالف، وفرض عقوبات أكثر صرامة، وإعادة عمليات التفتيش، ودعم المؤتمر الوطني العراقي.
وفي نوفمبر 2001، طلب بوش من وزير الدّفاع دونالد رامسفيلد أن يبدأ في وضع خطّة للحرب. وبحلول أوائل عام 2002 بدأ بوش في الضغط علانية لتغيير النّظام، مشيراً إلى أن حكومته لديها سبب للاعتقاد بأن الحكومة العراقيّة لها علاقات بالجماعات الإرهابيّة، وكانت تطور أسلحة الدّمار الشّامل ولم تتعاون بشكل كافي مع مفتّشي الأسلحة التابعين للأمم المتحدة. وفي يناير 2003، كان بوش مقتنعًا بأن الدّبلوماسيّة لم تكن ناجحة وبدأ في إخطار الحلفاء مثل المملكة العربيّة السّعوديّة بأن الحرب وشيكة.
وعلى الرغم من عدم التوصل إلى اتفاق بشأن تفويض القوة داخل مجلس الأمن التابع للأمم المتحدة، إلا أن الحرب قد بدأت في نهاية المطاف في مارس 2003، بعد أن أعلن بوش في خطاب ألقاه في السابع عشر من مارس عن الحرب على العراق، إلى جانب إعلان أهدافه بأنه «يضمن الأمن القومي للولايات المتحدة»، و«لا مزيد من المصانع السمومية، ولا مزيد من عمليات الإعدام بحق المنشقين، ولا مزيد من حجرات التعذيب وغرف الاغتصاب».

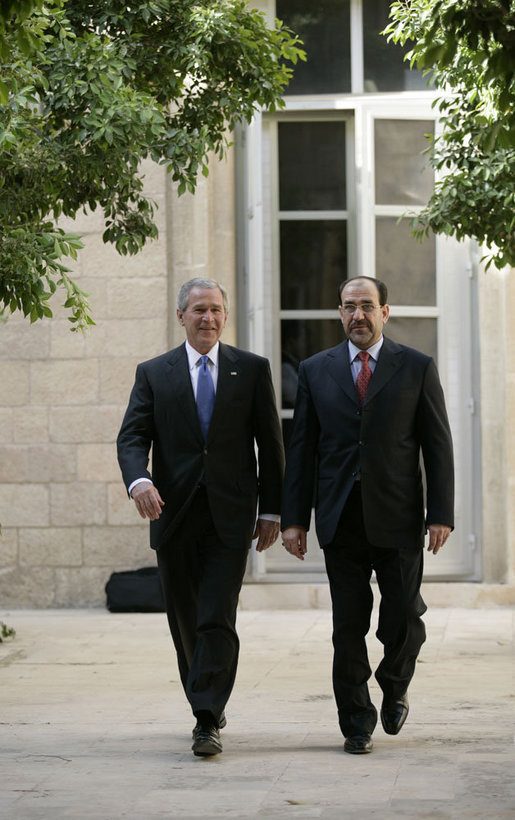
الرّئيس جورج دبليو بوش يسير مع رئيس الوزراء العراقيّ نوري المالكي في السّفارة الأمريكيّة في بغداد بالعراق، 13 يونيو، 2006. وخلال رحلته غير المعلنة إلى العراق، شكر الرئيس بوش رئيس الوزراء قائلا له «إنني مقتنع بأنكم ستنجحون، وكذلك العالم».

وقد تم عزل صدام حسين وتوارى عن الأنظار في 9 أبريل عندما تم الاستيلاء على بغداد وتم تحديد موقعه بعد ذلك واعتقاله في ديسمبر. وسيكون الاحتلال صعباً في نهاية المطاف، حيث يشن العديد من العراقيين والأجانب هجمات على القوات الأمريكية المتمركزة في البلاد. وفي النّهاية، فاقت حصيلة الضّحايا الأمريكيّين في احتلال ما بعد الحرب على الحرب الفعليّة نفسها. وقتل آلاف المدنيين أثناء الغزو ومن قبل مقاتلي المقاومة. ومع ذلك، ظل بوش متفائلاً، مشيدا بـ«النصر» وبتطورات مثل توقيع الدستور العراقي.
وطوال فترة الحرب على العراق، كان بوش في كثير من الأحيان هدفاً لانتقادات قاسية. وفي كل من الولايات المتحدة وبقية العالم، كانت هناك العديد من الاحتجاجات المناهضة للحرب، خاصة قبل بداية الحرب. وحتى قبل الغزو كان من الواضح للعديد من المراقبين أن تخطيط غير كافي كان قد جرى لاستقرار العراق في مرحلة ما بعد الحرب.
كما جاء الانتقاد من حكومات العديد من الدول، وخاصة من العديد من حكومات مجلس الأمن التابع للأمم المتحدة، الذين زعموا أن الحرب خرقت القانون الدولي. (تنص المادة السادسة من الدستور الأمريكي على أن «... جميع المعاهدات التي تم عقدها، أو التي سيتم إجراؤها، تحت سلطة الولايات المتحدة، يكون القانون الأعلى للارض...» و«أن جميع الموظفين التنفيذيين والقضائيين، سواء من الولايات المتحدة أو من عدة دول، ملزمون بالقسم أو الجزم، لدعم هذا الدستور...»، في حين أن المادة الثالثة تنص على أن السلطة القضائية للمحكمة العليا الأمريكية تمتد إلى «جميع … المعاهدات المبرمة». وهذا يشكل انتهاكا للقانون الدولي أيضا انتهاكا «للقانون الأعلى للأراضي» في أمريكا، كما أنه يحجب الحصانة من المسؤولين الحكوميين، بمن فيهم الرئيس.) ومن جانبها، فإن الإدارة الأمريكية سرعان ما قدمت قائمة بالدول التي أطلق عليها تحالف الراغبين الذي أيد موقفها. ومن الجوانب اللاحقة للنقد عدد القتلى في العراق؛ وقد قتل أكثر من 100,000 مدنيّ عراقيّ و4،000 جنديّ أمريكيّ منذ بداية الحرب بشكل رئيسيّ أثناء التّمرّد والحرب الأهليّة التي تلت ذلك. في عام 2004، أثارت التأكيدات العامة من قبل وزير الخزانة السابق لبوش بول أونيل وخبير مكافحة الإرهاب ريتشارد كلارك تساؤلات حول مصداقية مزاعم إدارة بوش قبل الحرب. وقد قدم كلاهما أدلة تشكك في مدى تركيز إدارة بوش على مكافحة القاعدة (التي كانت تعمل انطلاقا من أفغانستان وليس العراق) قبل الحادي عشر من سبتمبر. وعلى وجه التحديد، قدم أونيل وثائق سرية وغير سرية تشير إلى أن التخطيط لحرب مع العراق والاحتلال اللاحق قد بدأ في أول اجتماع لمجلس الأمن القومي واستمر مع كل اجتماع. وقدم كلارك شهادة وشهادات بشأن كيفية محاولة بوش وكثير من حكومته العثور على مبررات لمهاجمة العراق فور 11 سبتمبر، مثل ربطه بالحادي عشر من سبتمبر، مدعيا أن صدام حسين يمتلك أسلحة دمار شامل، وادعاء أن العراق يشكل تهديدا وشيكا، مما يعني أن الحرب ضد العراق ستكون قانونية بموجب المادة 51 من ميثاق الأمم المتحدة.
وقد تضمنت الشهادة التي أدلت بها اللجنة الوطنية بشأن الهجمات الإرهابية على الولايات المتحدة (والتي كانت جارية خلال مارس 2004) ادعاءات حول مدى ملاءمة ونسب تركيز إدارة بوش على العراق في مرحلة ما بعد الحادي عشر من سبتمبر بالنسبة للصورة الشاملة للإرهاب، خاصة في ضوء قرار الإدارة اللاحق بمتابعة العمل العسكري في أفغانستان أولا، حقيقة أن المنظمات المتهمة بارتكاب هجمات الحادي عشر من سبتمبر موجودة في أفغانستان وليس العراق، وأنه لم يتم العثور على أي صلة بين هذه المنظمات وصدام حسين. وكان من المتوقع أن يصدر تقرير اللجنة قبل الانتخابات الرئاسية. وفي 16 يونيو 2004، قدمت لجنة 9 / 11 الأمريكية تقريرًا أوليًّا عن نتائجها، ذكرت أنه لم تجد «أيّ دليل موثوق» على علاقة تعاونيّة بين العراق ما قبل الغزو والقاعدة أو التورط العراقيّ في هجمات 9 / 11.
وقد أدى عجز الولايات المتّحدة عن العثور على أسلحة الدّمار الشّامل في العراق إلى نقد محلّيّ أكبر لسياسة الإدارة في العراق. وقد تم انتقاد العديد من التصريحات التي أدلى بها بوش وإدارته والتي أدت إلى الحرب في العراق، خاصة تلك التي تتضمن ادعاءات بشأن أسلحة الدمار الشامل العراقية، بأنها مضللة أو غير دقيقة. وكان ادعاء بوش في خطاب حالة الاتحاد عام 2003 بأن المخابرات البريطانية اكتشفت أن العراق كان يسعى لشراء اليورانيوم من أفريقيا مثيراً للجدل بشكل خاص. وقد شكك مسؤولون ودبلوماسيون في الأدلة على هذا الادعاء خاصة بعد أن تبين أن وثيقة تصف محاولة شراء من النيجر قدمها كولين باول إلى مجلس الأمن التابع للأمم المتحدة كانت مزورة. وقد أدى ذلك إلى إحراج عام لجورج تينيت مدير وكالة المخابرات المركزية الأميركية وكذلك فضيحة فاليري بليم. لقد أتى قدر كبير من الانتقاد فيما يتصل بهذه القضايا من جانب المعارضين السياسيين للرئيس بوش. كانت حرب العراق قضية مهمة في الانتخابات التمهيدية للحزب الديموقراطي 2004، بما في ذلك حملات هوارد دين، وجون كيري، وأل شاربتون، ودينيس كوسينيتش.
ومع ذلك، فإن وثائق وزارة الخارجية التي تم الكشف عنها في عام 2006 تشير إلى مئات من أسلحة الدمار الشامل التي عثر عليها في العراق. ومع ذلك، سرعان ما اتضح أن الأسلحة المعنية هي أسلحة الدمار الشامل التي حصل عليها صدام أثناء الحرب العراقية الإيرانية، والتي أصبحت منذ فترة طويلة مبتذلة وغير فعالة.
وفي 24 مارس 2004، مزح بوش حول قضية أسلحة الدّمار الشّامل في عشاء المراسلين السنوي بالبيت الأبيض. وبينما كان يظهر انزلاقات من نفسه وهو يبحث في المكتب البيضاوي، كان يمزح، «تلك أسلحة الدّمار الشّامل يجب أن تكون في مكان ما … لا يوجد أسلحة هناك... ربما تحت هذا المكان؟» وجد البعض أنه عديمة الطعم منه أن يمزح بشأن هذه القضيّة. ودافع آخرون عن هذه النكتة باعتبارها تتماشى مع ذلك النوع من الفكاهة الاستهلاكي الذي أصبح متوقعاً من الرؤساء عندما يتحدثون في ذلك الحدث.
وفي 26 سبتمبر 2006، رفع بوش السرية عن الأحكام الرئيسية التي أصدرتها تقديرات الاستخبارات الوطنية في أبريل 2006. وقد جاء في التقدير المعنون «اتجاهات الإرهاب العالمي: الاثار بالنسبة للولايات المتحدة» ما يلي: «نقيم أن جهاد العراق يشكل جيلا جديدا من القادة والناشطين الارهابيين؛ إن النجاح الجهادي المتصور هناك من شأنه أن يلهم المزيد من المقاتلين للاستمرار في النضال في أماكن أخرى. وقد أصبح الصراع في العراق» سببا احتفاليا«للجهاديين، مما أدى إلى استياء عميق من تورط الولايات المتحدة في العالم الإسلامي، وإلى تشجيع مؤيدي الحركة الجهادية العالمية. وإذا رأى الجهاديون الذين يغادرون العراق أنفسهم، وإذا تصوروا أنهم قد فشلوا، فإننا نحكم على أن عددا أقل من المقاتلين سوف يلوحون إلى مواصلة القتال».
في 1 ديسمبر 2008، أثناء مقابلة مع أيه بي سي وورلد نيوز، صرح بوش بأن «أكبر أسف من كل الرئاسة كان فشل المخابرات في العراق. وقد وضع الكثير من النّاس سمعتهم على المحك وقالوا أنّ أسلحة الدّمار الشّامل هي سبب لإزالة صدام حسين... أعتقد أنني لم أكن مستعداً للحرب. بعبارة أخرى، لم أكن أقوم بالحملة وأقول،» أرجوك أن تصوت من أجلي، سأتمكن من التعامل مع هجوم«... لم أكن أتوقع الحرب.» وحول الانسحاب المبكر للقوات، «كان قرار صعب، خاصة وأن الكثير من الناس كانوا ينصحون بخروج من العراق، أو التراجع في العراق».
في الرابع عشر من ديسمبر 2008، وأثناء مؤتمر صحفي مشترك مع رئيس الوزراء العراقي نوري المالكي، تعرض بوش للإهانة علناً عندما ألقى مراسل عراقي حذائه على الرئيس بينما كان بوش والمالكي على وشك مصافحة. وقد قفز الجاني، الذي عرف فيما بعد بأنه مراسل تلفيزيون البغدادية منتظر الزيدي، من كرسيه، وسرعان ما ألقى الحذاء الأول ثم الآخر على الرئيس، الذي كان على بعد حوالي 20 قدم. وقد نجح بوش في تجنب المقذفوتين اللتين استهدفتا رأسه. وكان الزيدي يعمل مع تلفزيون البغدادية، وهو محطة مملوكة للعراق مقرها القاهرة. وقد طُرح أرضاً من مسؤولي الأمن ثم تم سحبه، وهو يئن أثناء مغادرتهم القاعة. وقال بوش «ماذا لو ألقى الرجل حذاءً عليّ؟»، مقارناً العمل بالاحتجاجات السّياسيّة في الولايات المتّحدة. وقال مدير البغدادية في بغداد لوكالة أسوشيتد برس إنه لا يعرف ما الذي دفع مراسله إلى شن الهجوم. وقد طلبت الحكومة العراقية اعتذاراً على الهواء من رب عمله.

### إيران
كان هناك الكثير من الجدل حول إيران وبرنامجها النووي في السنوات القليلة الماضية. ويتركز الجدل حول تخصيب اليورانيوم الإيراني. وقد ذكر المسؤولون الإيرانيون أنهم يقومون بتخصيب اليورانيوم لتغذية المفاعلات المدنية على النحو المسموح به بموجب معاهدة منع الانتشار النووي وغيرها من الاتفاقيات الدولية، ولكن العمليات التي تقوم إيران بتطويرها لإعادة معالجة اليورانيوم وإخصاب اليورانيوم هي أيضا عناصر حاسمة لتطوير سلاح نووي.
وبما أن هناك بعض الأدلة الظرفية التي تشير إلى أن إيران، المصنفة من قبل الولايات المتحدة كدولة راعية للإرهاب، قد تكون لديها نوايا لمتابعة برنامج للأسلحة، فإن البرنامج النووي الإيراني أصبح سياسة خارجية رئيسية للولايات المتحدة.

### سوريا
وقد وسع بوش نطاق العقوبات الاقتصادية المفروضة على سوريا. وفي عام 2003، وقع بوش على قانون محاسبة سوريا، الذي وسع نطاق العقوبات المفروضة على سوريا. وفي أوائل عام 2007، جمدت وزارة الخزانة، بناء على أمر تنفيذي صادر في يونيو 2005، الحسابات المصرفية الأميركية للمعهد الأعلى للعلوم والتكنولوجيا التطبيقية في سوريا، ومعهد الإلكترونيات، ومختبر المعايير الوطنية والمعايرة. يحظر أمر بوش على الأمريكيين القيام بأعمال مع هذه المؤسسات المشتبه في أنها تساعد على نشر أسلحة الدمار الشامل وأن تكون داعمة للإرهاب. وبموجب أوامر تنفيذية منفصلة وقعها بوش في عام 2004 وفي وقت لاحق من عام 2007، جمدت وزارة الخزانة أصول اثنين من اللبنانيين ومثلهم من السوريين، متهمة إياهم بأنشطة «لتقويض العملية السياسية الشرعية في لبنان» في نوفمبر 2007. ومن بين هؤلاء الذين وردت أسماؤهم أسعد حليم حردان، عضو البرلمان اللبناني والزعيم الحالي للحزب السوري القومي الاجتماعي؛ وئام وهاب، عضو سابق بحكومة لبنان (وزير البيئة) برئاسة رئيس الوزراء عمر كرامي (2004-2005)؛ حافظ مخلوف، عقيد ومسؤول كبير بمديرية المخابرات العامة السورية وابن خال الرئيس السوري بشار الأسد؛ ومحمد ناصف خيربيك، الذي عرف بأنه مستشار مقرب للأسد.

### إسرائيل والأراضي الفلسطينية

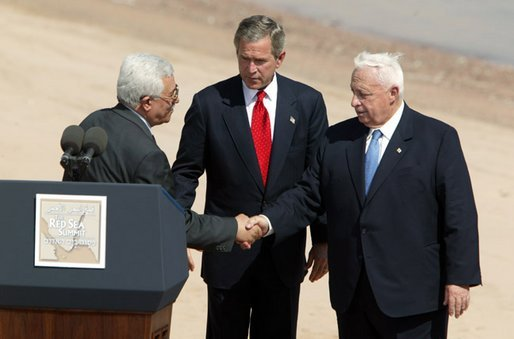
محمود عباس، رئيس الولايات المتّحدة جورج دبليو بوش ورئيس الوزراء الإسرائيليّ آريل شارون بعد تلاوة بيان للصحافة أثناء اللحظات الختامية لقمة البحر الأحمر في العقبة، 4 يونيو 2003

لقد حافظ بوش على رغبته في استئناف عملية السلام الإسرائيلية الفلسطينية، وأعلن صراحة عن رغبته في إقامة دولة فلسطينية قبل عام 2005. ولقد حدد الخطوط العريضة لخريطة الطريق للسلام بالتعاون مع روسيا، والاتحاد الأوروبي، والأمم المتحدة، والتي تضمنت تنازلات كان من الواجب على الجانبين أن يقدماها قبل أن يصبح قيام الدولة الفلسطينية حقيقة واقعة.
وكان أحد المقترحات الخاصة اصراره على قيادة فلسطينية جديدة؛ موقف شهد تعيين أول رئيس وزراء فلسطيني على الإطلاق في 29 أبريل 2003. وقد أدان بوش زعيم منظمة التحرير الفلسطينية ياسر عرفات لدعمه المستمر للعنف والجماعات المسلحة. وقد توقفت خريطة الطريق للسلام خلال أشهر بعد مزيد من العنف واستقالة رئيس الوزراء الفلسطيني الجديد محمود عباس.
وبحلول نهاية عام 2003، لم يقم أي من الجانبين بما ورد في الخطة. وفي أبريل 2004 أعلن بوش أنه يساند خطّة رئيس الوزراء الإسرائيليّ آريل شارون لفكّ الارتباط مع قطاع غزة مع الاحتفاظ بالمستوطنات اليهوديّة في الضّفّة الغربيّة. كما أعلن الاتفاق مع سياسة شارون في إنكار حق العودة. وقد أدى ذلك إلى إدانة الرّئيس الفلسطينيّ ياسر عرفات، الحكومات العربيّة والأوروبّيّة وكان خروجا كبيرا عن السّياسة الخارجيّة الأمريكيّة السّابقة في المنطقة. وعلق الرئيس المصري حسني مبارك على سياسات بوش بقوله أنها أدت إلى «كراهية غير مسبوقة» من العرب للولايات المتحدة.

## أفريقيا

### المعونة الإنسانية
لقد عمل الرئيس بوش على الحد من انتشار وباء الإيدز والفيروس المسبب له في أفريقيا، ومنع انتشار الملاريا، وإعادة بناء الأمم المحطمة من ماضيها الذي أصبح إبادة عرقية. ومن أبرز البرامج التي بدأها بوش برنامج PEPFAR (خطة الطوارئ التي وضعها الرئيس للإغاثة من الإيدز)، والذي كان تعهدا من الولايات المتحدة بتقديم 15 مليار دولار على مدى خمس سنوات (2003-2008) لمكافحة وباء فيروس نقص المناعة البشرية/الإيدز العالمي. وحتى سبتمبر/أيلول 2007، تشير تقديرات البرنامج إلى أنه دعم توفير العلاج المضاد للفيروسات الرجعية لحوالي 1,445,500 شخص، معظمهم في أفريقيا. كما بدأ بوش برامج وضعت أكثر من 29 مليون طفل من أفقر أطفال أفريقيا في المدارس. لقد قدم بوش «دعماً علنيا ضخما» في ليبيريا من أجل تحقيق الاستقرار في البلاد، كما ساعدت المعونة والدعم التجاري الفعالين بشكل متزايد على تحسين الصحة وتوفير التعليم والمهارات والوظائف في القارة. كما أيد الاستقلال الزراعي في أفريقيا، مما قلل من النزعة التجارية الصينية في القارة التي كانت تطغى على المزارعين. وحثه مزارعو القطن في «البنيني» على «الصمود في وجه معارضته لسياسة لحم بطن الخنزير في مشروع قانون المزارع الذي يشق طريقه المشين عبر الكونغرس» في زيارته الأخيرة لأفريقيا. وأخيراً، فقد ظل صامداً في تغيير جولة الدوحة من محادثات منظمة التجارة العالمية، لكي يصب في مصلحة الفقراء في أفريقيا. قيل، من مجلة تايم، إن أفريقيا «انتصار السياسة الخارجية الأمريكية» و«أعظم إنجاز لإدارة بوش».

### نزاع دارفور
في 14 أكتوبر 2006 وقع بوش قانوناً يفرض عقوبات على المسؤولين عن جرائم الإبادة الجماعية وجرائم الحرب في السودان. وهي تمكن إدارة بوش من منع الحكومة السودانية من الحصول على عائدات النفط. وعلاوة على توقيع القانون، وقّع على أمر تنفيذي آخر يؤكد العقوبات القائمة ولكنه يخفف بعض العقوبات المفروضة على أجزاء من جنوب السودان. كما يتضمن استثناءات لتسهيل تدفق المساعدات الإنسانية إلى دارفور. ومن جهة أخرى، يشدد الأمر بعض العقوبات، بما في ذلك حكم يمنع أي أمريكي من الدخول في معاملات تتعلق بالنفط في السودان. ويأتي الأمر في وقت بدأ فيه المبعوث الخاص الجديد لإدارة بوش للسودان أندرو ناتسيوس رحلة إلى السودان حيث كان خطط للاجتماع بالمسئولين الحكوميين وزيارة دارفور التي مزقتها الحرب.
وفي رد على استمرار تواطؤ حكومة السودان في أعمال العنف المستمرة في دارفور، فرض بوش عقوبات اقتصادية جديدة على السودان في مايو 2007.

## أوروبا

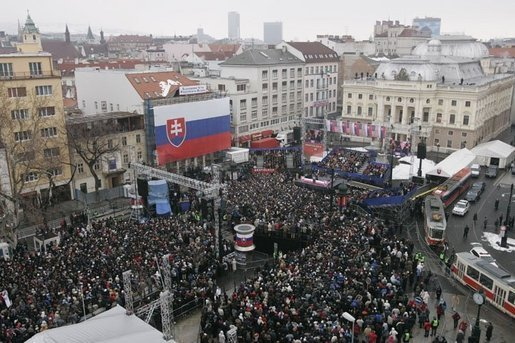
استقبل الرئيس جورج دبليو بوش ورئيس وزراء سلوفاكيا ميكولاش دزوريندا حشد من الآلاف المجتمعين في ميدان هفييزدوسلافوفو في براتيسلافا (فبراير 2005).

بعد الحادي عشر من سبتمبر عمل الرئيس بوش عن كثب مع حلفائه في حلف شمال الأطلسي في أوروبا، لمحاربة طالبان وتنظيم القاعدة في أفغانستان. ولكن بعد غزو العراق عام 2003، توترت العلاقات مع فرنسا وألمانيا، اللتين عارضتا الغزو بقوة. لكن الرئيس بوش كان على علاقة ممتازة مع توني بلير، رئيس وزراء بريطانيا، وسيلفيو بيرلسكوني رئيس وزراء إيطاليا، التين شاركتا في الحرب في كل من العراق وأفغانستان. بدأ بوش فترة ولايته الثانية مع التركيز على تحسين العلاقات المتوترة مع الدول الأوروبية. وأشاد بوش بالصراعات المؤيدة للديمقراطية في جورجيا وأوكرانيا. ومع ذلك، فإن نور سلطان نزارباييف من كازاخستان وإلهام علييف من أذربيجان، وكلاهما غير منتخب بطريقة ديمقراطية ومستبدين بشراسة، استقبلا بزيارات رسمية من الدولة إلى البيت الأبيض، إلى جانب زيادة المساعدة الاقتصادية والعسكرية. وقد شجع الرئيس كلا الزعيمين على إجراء انتخابات حرة ونزيهة في وقت مبكر من فترة ولايته الثانية، ولكن في الواقع لم يقم أي من الزعيمين بإجراء إصلاحات كبيرة.

### روسيا
قال الرئيس جورج بوش في 1 أبريل 2008 إن نظام الدفاع الصاروخي المزمع في أوروبا الشرقية لا يشكل أي تهديد لروسيا، وذلك استجابة للمخاوف من أن تستخدم الولايات المتحدة صواريخ اعتراضية لأغراض هجومية. وجاءت تعليقاته قبل أن يغادر كييف لحضور قمّة الناتو في بوخارست، رومانيا، والتي من المتوقّع أن تبرز الانقسامات بشأن الخطّة. فشل الرئيس الروسي فلاديمير بوتين والرئيس الأمريكي جورج دبليو بوش في حل خلافاتهما بشأن الخطط الأمريكية لنظام الدفاع الصاروخي المزمع في بولندا وجمهورية التشيك، وذلك في لقائهما في منتجع سوتشي الروسي على البحر الأسود في 6 أبريل 2008، إلا أنهم قالوا أنهم قد وافقوا على «إطار استراتيجيّ» لتوجيه العلاقات الرّوسيّة الأمريكيّة المستقبليّة، حيث قالت روسيا والولايات المتّحدة أنهما اعترفا بأن العصر الذي اعتبر فيه كل منهما الآخر «تهديداً استراتيجياً أو عدواً» قد انتهى. وقبل مغادرته في الأول من أبريل 2008 إلى بوخارست، قال بوش إن روسيا لن تتمكن من الاعتراض على انضمام جورجيا أو أوكرانيا إلى حلف شمال الأطلسي. وقال بوش إن البلدين يجب أن يكون قادرا على المشاركة في خطة عمل العضوية للناتو التي تهدف إلى مساعدة الدول الطامحة على الوفاء بمتطلبات الانضمام إلى الحلف. وأضاف بوش أن أوكرانيا تساهم بالفعل في مهام الناتو وخاصة في العراق وأفغانستان وكوسوفو. كما أظهرت أوكرانيا التزامها بالديمقراطية. ونفى بوش أن تكون الولايات المتحدة قد تخفف من خطط العضوية لأوكرانيا وجورجيا إذا رضخت روسيا للدرع الصاروخي.

## آسيا

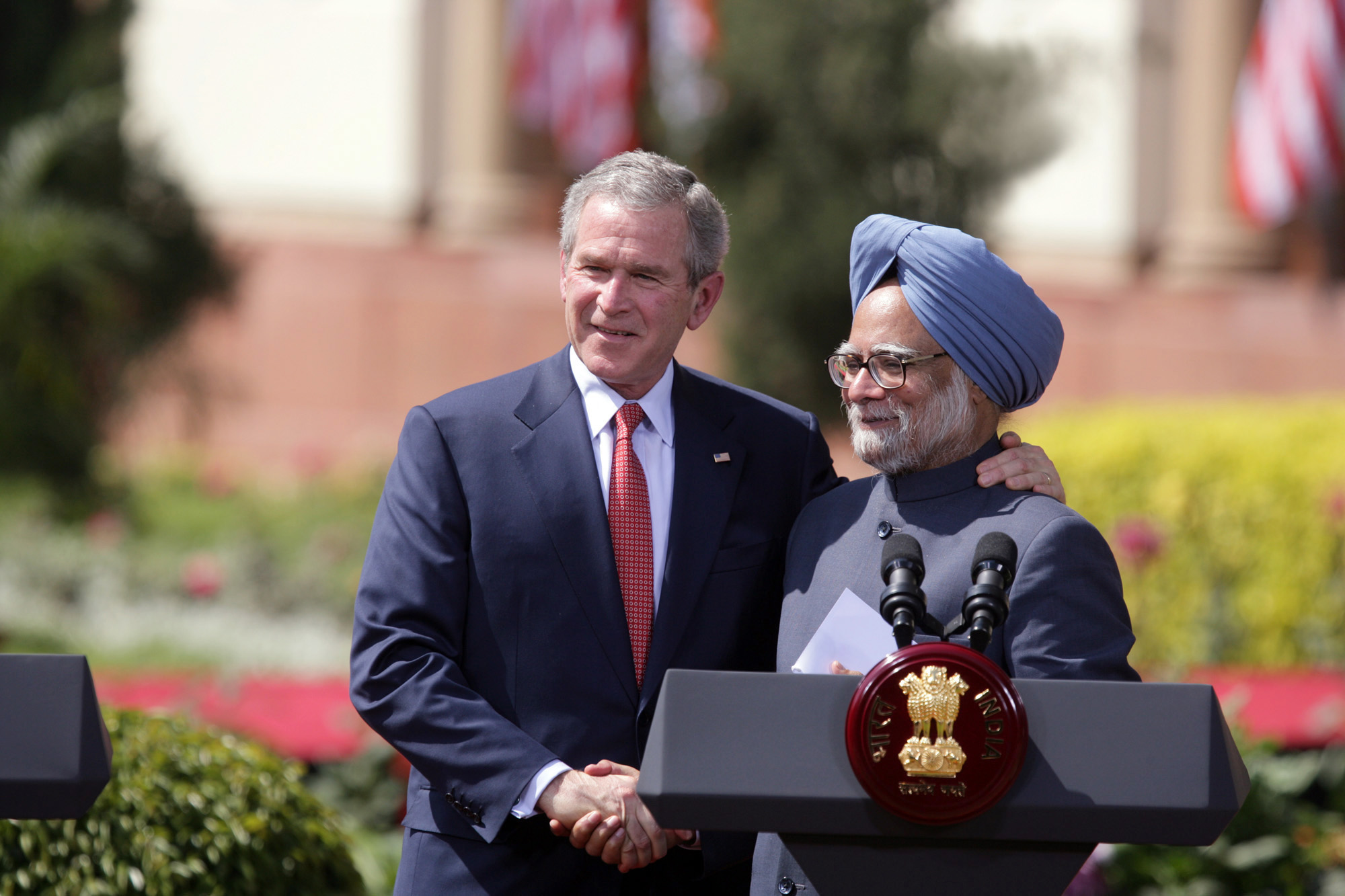
الرئيس جورج دبليو بوش يصافح رئيس وزراء الهند مانموهان سينغ أثناء زيارته للهند في عام 2006، في دار حيدر أباد في نيودلهي.

وقد قام الرئيس بوش في نفس الوقت بتحسين العلاقات مع الهند واليابان وكوريا الجنوبية والصين وآسيان. وأكد بوش أنه سيحضر مؤتمر رابطة دول جنوب شرق آسيا (آسيان) للمرة الأولى خلال فترة رئاسته عام 2007. إلا أنه لم يحضر المؤتمر بسبب المعارضة الأمريكية لحكومة ميانمار في ذلك الوقت.
تحسنت العلاقات مع الهند بشكل ملحوظ خلال فترة ولاية جورج دبليو بوش. وفي سبتمبر 2001، أزال الرئيس بوش الجزاءات التي فرضت في مايو 1998، بعد التجارب النووية بوكهران - 2. ولقد زار كل من معاصريه الهنود أتال بيهاري فاجبايي ومانموهان سينغ الولايات المتحدة في أوقات مختلفة.
الرئيس بوش اتصل بالرئيس الصيني هو جينتاو في 26 مارس 2008 ليعبر عن قلقه إزاء الإجراءات الصارمة التي اتخذتها الصين ضد المتظاهرين في التبت منذ 10 مارس 2008. كما بحث بوش وهو أيضا قضايا تشمل تايوان ونزع السلاح النووي لكوريا الشمالية وميانمار.

## أوقيانوسيا

### نيوزيلندا

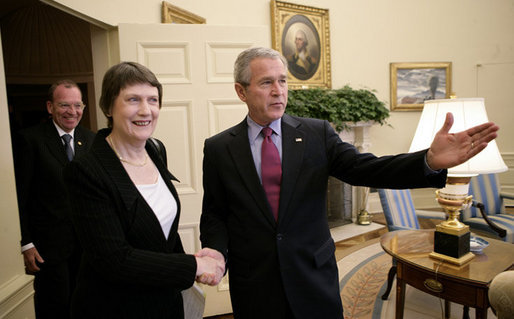
بوش مع رئيسة الوزراء هيلين كلارك أثناء زيارتها للبيت الأبيض عام 2007.

وقد تحسنت العلاقات مع نيوزيلندا في ظل إدارة بوش وأصبحت أكثر تقاربا خصوصا بعد أن زارت رئيسة الوزراء هيلين كلارك البيت الأبيض في 22 مارس 2007. وفي أعقاب هجمات الحادي عشر من سبتمبر، ساهمت رئيسة الوزراء كلارك بقوات عسكرية نيوزيلندية في الحرب في أفغانستان.

## المزيد من القراءة
- Aslam, M. W. "Operation Iraqi Freedom: prudence and the ‘great power responsibility’to deliberate." Journal of Power 3.3 (2010): 427-444.
- Ambrosius، Lloyd E. (2006). "Woodrow Wilson and George W. Bush: Historical Comparisons of Ends and Means in Their Foreign Policies". Diplomatic History. ج. 30 ع. 3: 509–543. DOI:10.1111/j.1467-7709.2006.00563.x.
- Berggren, D. Jason, and Nicol C. Rae. "Jimmy Carter and George W. Bush: Faith, Foreign Policy, and an Evangelical Presidential Style." Presidential Studies Quarterly. 36#4 2006. pp 606+. online edition
- Britton، Gregory (2006). "September 11, American 'Exceptionalism', and the War in Iraq". Australasian Journal of American Studies. ج. 25: 125–141.
- Burke, John P. "The Contemporary Presidency: Condoleezza Rice as NSC advisor: a case study of the honest broker role." Presidential Studies Quarterly 35.3 (2005): 554-575.
- Daalder, Ivo H. and James M. Lindsay, eds. America Unbound: The Bush Revolution in Foreign Policy (Brookings Institution Press, 2003).
- Dalby، Simon (2005). "Geopolitics, Grand Strategy, and the Bush Doctrine" (PDF). Institute of Defence and Strategic Studies Working Papers. Singapore. ج. 90. مؤرشف من الأصل (PDF) في يونيو 25, 2008.
- Desch, Michael C. "Bush and the Generals." Foreign Affairs 2007 86(3): 97–108. ISSN 0015-7120 Fulltext: إيبسكو  [لغات أخرى]‏
- Eckersley, Robyn. "Ambushed: the Kyoto Protocol, the Bush Administration's Climate Policy and the Erosion of Legitimacy." International Politics 2007 44(2–3): 306–324. ISSN 1384-5748
- Gregg II, Gary L. and Mark J. Rozell, eds. Considering the Bush Presidency Oxford University Press, 2004. 210 pp. British perspectives
- Halberstam، David (2007). "The History Boys". فانيتي فير. مؤرشف من الأصل في September 19, 2008. Halberstam's final essay ("debunks the Bush administration's wild distortion of history")
- Haar, Roberta. "Explaining George W. Bush's adoption of the neoconservative agenda after 9/11." Politics & Policy 38.5 (2010): 965-990.
- Hancock, Jan. "Human rights narrative in the George W. Bush Administrations." Review of International Studies 37.2 (2011): 805-823.
- Hendrickson, Ryan C., and Kristina Spohr Readman, "From the Baltic to the Black Sea: Bush's NATO Enlargement." White House Studies. (2004) 4#3 pp: 319+. online edition
- Jentleson، Bruce W. (2003). American Foreign Policy: The Dynamics of Choice in the 21st Century (ط. Second).
- Kagan، Robert (2003). Of Paradise and Power: America and Europe in the New World Order.
- Kitfield James. War & Destiny: How the Bush Revolution in Foreign and Military Affairs Redefined American Power (2005) excerpt
- Leffler، Melvyn P. (2013). "The Foreign Policies of the George W. Bush Administration: Memoirs, History, Legacy". Diplomatic History. ج. 37 ع. 2: 190–216. DOI:10.1093/dh/dht013.
- Moens، Alexander (2004). The Foreign Policy Of George W. Bush: Values, Strategy and Loyalty.
- Oliver, James. "Pragmatic Fathers and Ideological Suns: Foreign Policy in the Administrations of George H.W. Bush and George W Bush." White House Studies 7 (2007): 203+.
- Peleg, Ilan. The Legacy of George W. Bush's Foreign Policy: Moving beyond Neoconservatism (2009) excerpt
- Pressman، Jeremy (2009). "Power without Influence: The Bush Administration's Foreign Policy Failure in the Middle East". International Security. ج. 33 ع. 4: 149–179. DOI:10.1162/isec.2009.33.4.149.
- Roberts, Guy. U.S. Foreign Policy and China: Bush’s first term (2014).
- Strozeski, Josh, et al. "From Benign Neglect to Strategic Interest: the Role of Africa in the Foreign Policies of Bush 41 and 43." White House Studies 2007 7(1): 35–51.
- Thompson, Alexander. "Why Did Bush Bypass the UN in 2003? Unilateralism, Multilateralism And Presidential Leadership." White House Studies 11.4 (2011). online
- Tomiak, M. K. "Did 9/11 Really Bring About a Revolution in American Foreign Policy?" Security Studies 102 (2006). online
- بوب ودورد. خطة الهجوم (2003), excerpt and text search
- Wright، Steven (2007). The United States and Persian Gulf Security: The Foundations of the War on Terror. Ithaca Press. ISBN:978-0-86372-321-6.
- Zelizer، Julian E.، المحرر (2010). The Presidency of George W. Bush: A First Historical Assessment. Princeton University Press. ISBN:9780691134857.